# Zlatoöest
De Zlatoöest (Russisch: Златоу́ст ("Guldemond")) is de meest wijdverspreide bundel uit het oude Kiev-Roes' met moraliserende inhoud. Het werk verkreeg haar naam omdat haar inhoud voornamelijk bestaat uit woorden van de heilige Johannes Chrysostomus, wiens naam ook als Guldemond vertaald kan worden. 
Artikels uit de Zlatoöest worden vaak gebruikt in bundels met een andere naam.
In de gedrukte variant bevat hij gewoonlijk 112 woorden van Johannes Chrysostomus en andere kerkvaders. In de handgeschreven versies komen ook lessen voor van Russische geestelijken, zoals Kirill van Turov (Turaw).